# Mineral esencial

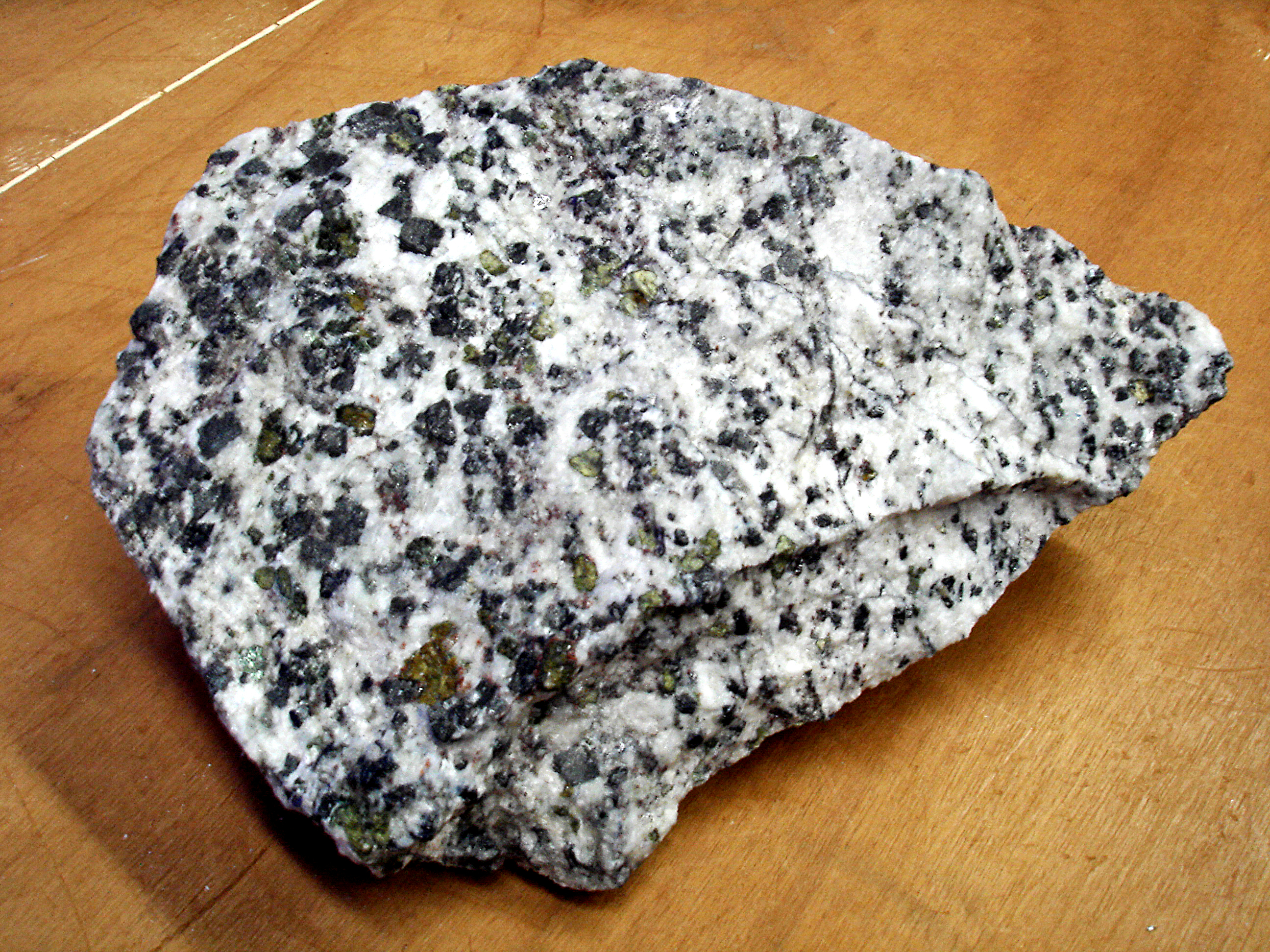
Los minerales de la familia de los carbonatos (granos blancos en imagen) son esenciales para determinar si una roca es carbonatita (en imagen) o no.

Un mineral esencial es aquel que es determinante para dar nombre a una roca. Los minerales que pueden ser considerados esenciales para alguna roca forman una parcialidad de los minerales constituyentes de roca.